# 大树营站
大树营站是昆明地铁3号线与4号线的地铁车站，是一个换乘站，位于中华人民共和国云南省昆明市官渡区东风东路与昆河铁路交叉口，3号线车站于2017年8月29日开通，4号线车站于2020年9月23日开通。

## 车站结构
大树营站位于东风东路与昆河铁路交叉口，3号线车站沿东风东路设置，呈东西走向，为地下两层岛式站台车站，车站长156米，标准段宽31米，车站地下一层为站厅层，地下二层为站台层，站台设置全高站台门。4号线车站沿昆河铁路设置，大致呈东西走向，为地下三层岛式站台车站，车站长146.4米，标准宽22.3米，车站地下一层为站厅层，地下二层为设备层，地下三层为站台层，站台设置全高站台门。两线采用通道换乘形式，换乘通道连接3号线站厅南侧与4号线站厅北侧，非付费区也通过车站A出入口通道相连通。
|                   |  | █ 3号线往西山公园（拓东体育馆） |
| 島式 · 開左邊车门 |  |                                 |
|                   |  | █ 3号线往东部汽车站（金马寺）   |

|                   |  | █ 4号线往金川路（白龙路）       |
| 島式 · 開左邊车门 |  |                                 |
|                   |  | █ 4号线往昆明南火车站（菊花村） |

## 出入口
大树营站共有5个出入口，其中A出入口连通两线站厅，B-C出入口连通3号线站厅，D-E出入口连通4号线站厅，各出口及周围设施如下所示：
| 编号                  | 地点                 | 建议前往的目的地                                       | 照片                 |
| 连通 3号线 4号线站厅  | 连通 3号线 4号线站厅 | 连通 3号线 4号线站厅                                   | 连通 3号线 4号线站厅 |
| --------------------- | -------------------- | ------------------------------------------------------ | -------------------- |
| 出口 · A              | 东风东路             |                                                        |                      |
| 连通 3号线站厅        |                      |                                                        |                      |
| 出口 · B              | 东风东路             | 鑫玉苑、昆明市档案馆、曙光东区北区、盘龙区社会老年大学 |                      |
| 出口 · C · 升降机标志 | 金河路               | 金树春银杏带状公园、大树营小区、银福小区               |                      |
| 连通 4号线站厅        |                      |                                                        |                      |
| 出口 · D · 升降机标志 | 黎阳路、东华东路     | 昆明外国语学校、东华小区、官渡区东华二小               |                      |
| 出口 · E              | 黎阳路、朝阳路       | 春城明珠、曙光小区北段、天亿乐园、曙光小学             |                      |
| 註： 設有             |                      |                                                        |                      |

## 接驳交通

### 公交车
- 大树营地铁站：28路，60路，89路，108路，201路，202路，254路，Z136路

## 车站历史
- 2014年10月1日，3号线车站开工建设[5]。
- 2015年9月10日，3号线车站主体结构封顶[6]。
- 2017年8月29日，车站随3号线通车开通[1]。
- 2018年11月7日，4号线车站主体结构封顶[4]。
- 2020年
  - 1月30日，受新冠疫情影响，车站暂停运营[7]。3月18日，车站恢复运营[8]。
  - 9月23日，4号线通车，车站成为换乘车站[2]。